# Cordulegaster bilineata
Cordulegaster bilineata là loài chuồn chuồn trong họ Cordulegastridae. Loài này được Carle mô tả khoa học đầu tiên năm 1983.